# Wyrok na Franciszka Kłosa (film)

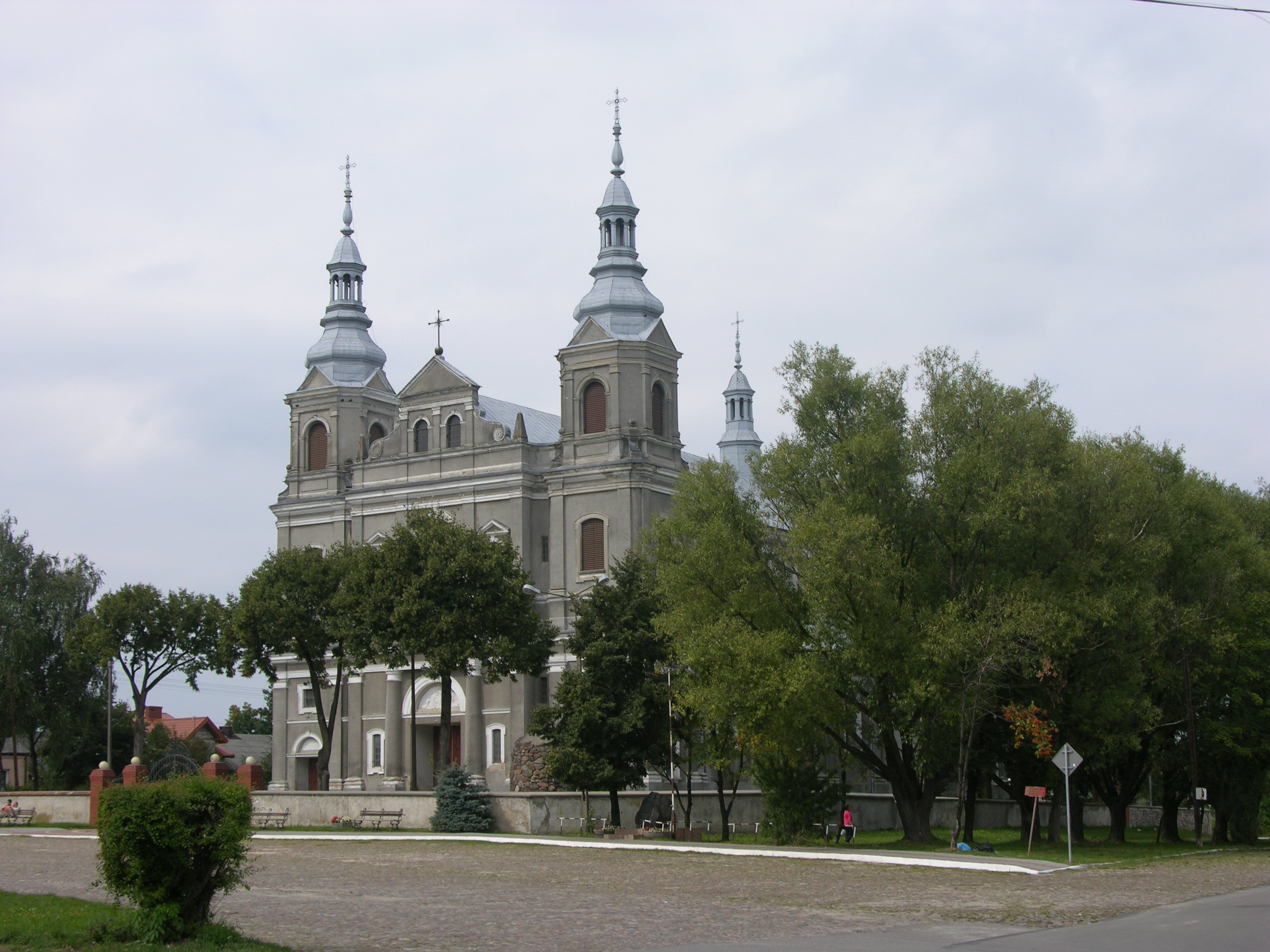
Kościół parafialny w Parysowie – miejscu realizowania filmu

Wyrok na Franciszka Kłosa – polski telewizyjny film fabularny (dramat wojenny) z 2000 w reżyserii Andrzeja Wajdy.
Scenariusz napisali Andrzej Wajda i Zygmunt Malanowicz na podstawie powieści Stanisława Rembeka Wyrok na Franciszka Kłosa.
Zdjęcia trwały od 15 maja do 7 czerwca 2000. Film kręcony na Mazowszu (w Parysowie i w Zielonce), zrealizowany został w technice taśmy magnetycznej (Digital Betacam).

## Obsada
- Mirosław Baka − jako policjant Franciszek Kłos
- Grażyna Błęcka-Kolska − jako jego żona
- Iwona Bielska − jako Sroczyna
- Maja Komorowska − jako matka Kłosa
- Krzysztof Globisz − jako Rządek, kierownik szkoły
- Stanisław Jaskułka − jako Fanfara
- Mieczysław Grąbka − jako Chomiński
- Tadeusz Wojtych – jako Korkowski
- Zbigniew Suszyński − jako Korszun, komendant posterunku granatowej policji
- Tomasz Dedek − jako Kursz
- Artur Żmijewski − jako SS-mann Aschel
- Andrzej Chyra − jako żandarm Kranz
- Grzegorz Warchoł – jako Schwick, miejscowy komendant żandarmerii
- Edward Żentara − jako Szwulke, powiatowy starosta
- Adam Wolańczyk − jako Winter, kierownik Arbeitsamtu
- Paweł Królikowski − jako ksiądz proboszcz
- Bartosz Obuchowicz − jako Mietek Sroka, wykonawca wyroku
- Grzegorz Małecki – jako Edek Kapuściak
- Łukasz Garlicki − jako młody Fanfara
- Marta Bitner − jako Wandzia Srokówna
- Anna Majcher – jako sekretarka Szwulkego
- Joanna Jabłczyńska − jako Józia
- Katarzyna Bosacka − jako Tereska
- Grzegorz Kowalczyk − jako Drozd
- Damian Walczak(inne języki) − jako Józio
- Daria Trafankowska − jako bufetowa
- Michał Breitenwald − jako bileter
- Adam Dzienis − jako Kopacz
- Magdalena Warzecha − jako kobieta